# Бондаренко Володимир Анатолійович
Бондаренко Володимир Анатолійович — старший солдат окремого загону спеціального призначення НГУ «Азов» Національної гвардії України, учасник російсько-української війни, що відзначився у ході російського вторгнення в Україну в 2022 році.

## Життєпис
Бондаренко Володимир народився 28 вересня 1993 року в селищі Краснопавлівка, Лозівського району Харківської області. В ранньому віці залишився без мами, батька було позбавлено батьківських прав, Володимира виховував дядько та бабуся. Навчався у школі № 1 в селищі Краснопавлівка. Після закінчення загальноосвітньої школи вступив до Лозівського автодорожнього технікуму, після чого завершив бакалаврат ХНАДУ за спеціальністю інженер-механік. З 2017 року розпочав своб службу в Одессі, в НГУ розвідником-снайпером. Ветеран бойових дій, стояв на захисті Батьківщини в с. Олександрівка та м. Новоайдар на Луганщині. У 2019 році пройшов спеціальний курс з підготовки снайперів UAR-10. Має військову професію снайпера. У серпні 2021 року, пройшовши курс молодого бійця, та вступив до лав полку «Азов» Національної гвардії України Маріупольського гарнізону. З початком повномасштабного російського вторгнення в Україну перебував на передовій, разом з побратимами захищав Маріуполь. За час перебування в оточеному Маріуполі Володимир врятував декількох побратимів, доправивши їх до "Азовсталі". Востаннє вийшов на зв'язок з рідними 05 березня 2022 року. 06 квітня «зі слів побратима» повідомили, що 24 березня Володимир Бондаренко загинув, але рахувався безвісті зниклим. Після чергового обміну тілами, 24 червня родичі впізнали Володимира за татуюваннями. 26 червня Володимира поховали в його рідному селищі Краснопавлівка.

## Родина
У загиблого залишилися дядько, батько, сестра та наречена.

## Нагороди
Орден «За мужність» III ступеня (2022, посмертно) — за особисту мужність і самовіддані дії, виявлені у захисті державного суверенітету та територіальної цілісності України, вірність військовій присязі.